# Giacomo Della Mea
Giacomo Della Mea (Chiusaforte, 4 ottobre 1907 – Udine, 25 maggio 1968) è stato un architetto italiano.

## Biografia
Primogenito di Giovanni Della Mea e Lucia Marcon, Iginio Giacomo Della Mea nacque a Raccolana, in comune di Chiusaforte, il 4 ottobre 1907. Durante la giovinezza alternò al lavoro diurno l'insegnamento serale presso la scuola d'arti e mestieri "Giovanni da Udine" a Udine. Si dedicò inoltre alla sua vera passione, la pittura, riuscendo a riprenderne lo studio e conseguendo la maturità artistica a Venezia nel 1933. La sua arte verrà apprezzata da Arturo Manzano e le sue mostre gratificate sempre da un buon riscontro di critica. Nel 1935 frequentò il corso Allievi ufficiali di complemento e nel 1939 si iscrisse all'Istituto universitario di architettura di Venezia (IUAV). Allo scoppio della seconda guerra mondiale, nel 1940, venne assegnato al battaglione degli Alpini; partecipò alla campagna greco-albanese e alla campagna italiana di Russia, unendosi successivamente ai partigiani della "Brigata Osoppo".
Terminato il conflitto bellico, nel 1946 si laureò e intraprese per un ventennio la carriera di architetto. Si iscrisse all'albo professionale dell'Ordine degli architetti e nel gennaio 1947 aprì il suo primo studio in via Gorghi, 8 a Udine; seguirono poi quelli di piazza XX settembre, 4 nel 1950 e di via Ciconi, 14 nel 1954.
L'arte di Della Mea, fortemente segnata dall'esperienza di vita, trovò felice espressione nell'architettura sacra: in essa seppe riversare, con soluzioni originali, una riflessione personale indipendente e anticipatrice dei cambiamenti post-conciliari.
Delle diciassette chiese realizzate, ricordiamo in particolare quella dell'ospedale di Santa Maria della Misericordia (1957-1959), abbellita dalle opere dello scultore Max Piccini e del pittore Fred Pittino, il Tempio di Cargnacco (1949-55), unico sacrario in Italia dedicato ai caduti e ai dispersi nella campagna di Russia, dei quali moltissimi alpini, la chiesa di San Pio X a Udine (1958-61), chiesa preconciliare, ma caratterizzata già nel (1958) dall'altare rivolto ai fedeli e spostato verso il centro della comunità, la parrocchiale di San Canciano di Gonars (1964), il Duomo di Cervignano del Friuli (1965), la chiesa di Gesù Divino Operaio a Trieste (1955-61), progetto vincitore del concorso nazionale.
Sempre su committenza ecclesiastica progettò scuole e collegi quali l'istituto di don Emilio de Roja al villaggio di San Domenico (1947) e il complesso del collegio arcivescovile "Bertoni" (1968); altari e arredi sacri, come quelli per Chiusaforte (1959), Paularo (1963), cappelle come a Sella Nevea (1949). Non vanno sottaciuti i progetti per la casa dello studente in viale Ungheria (1965-66); opere stradali come la variante dei Rivoli Bianchi (1951), opere pubbliche come la caserma dei carabinieri di viale Venezia (1961) o la scuola media "Ellero" a Udine (1962); alberghi come il "Nevada" a Tarvisio (1965); condomini come "Europa 1 e 2" in viale Europa Unita (1960-1961) e "Ceuci" in via Chinotto (1958) a Udine; il complesso INA-casa di via Pradamano a Udine (1950-1954); il monumento ai caduti a Tarvisio (1955); partecipa al concorso internazionale per il collegamento sul Kattegat tra Danimarca e Svezia (1965) dove il suo progetto viene segnalato. Tra il 1947 e il 1968, anno della sua morte, la sua attività fu molto intensa.